# Mansle-les-Fontaines
Mansle is een gemeente in het Franse departement Charente in de regio Nouvelle-Aquitaine. De plaats maakt deel uit van het arrondissement Confolens.

## Geschiedenis
De gemeente is op 1 januari 2023 gevormd door de samenvoeging van de gemeenten Fontclaireau en Mansle tot een nieuwe gemeente die de status van commune nouvelle kreeg.

## Geografie
De oppervlakte van Mansle bedraagt 11,36 km², de bevolkingsdichtheid is 186 inwoners per km² (per 1 januari 2020).
De onderstaande kaart toont de ligging van Mansle-les-Fontaines met de belangrijkste infrastructuur en aangrenzende gemeenten.